# 鄧日燊
鄧日燊，GBS，JP（1952年9月23日—），男，香港商人，昇和有限公司主席及董事長、景福集團有限公司董事局主席、上海上美置業有限公司董事長、恆生銀行有限公司、美麗華酒店企業有限公司、景福珠寶集團有限公司、景福金銀珠寶有限公司、景福鐘錶珠寶有限公司、香港商業廣播有限公司及商台企業有限公司董事，第十一、十二、十三屆全國政協委員，香港警察樂隊樂隊名譽主席。

## 生平
鄧日燊為鄧肇堅之幼子（鄧伯勤是其兄）、鄧永鏘之叔父，中學畢業於聖保羅男女中學，之後獲得美國加州Menlo學院工商管理學士、Santa Clara大學工商管理碩士等學歷。
2018年1月，当选第十三届全国政协委员。他曾於2017年年初結婚, 並與太太出席警隊一年一度紀念鄧肇堅爵士的活動，但婚姻只維持短短數月，離婚後他繼續獨身。

## 榮譽
- 非官守太平紳士（1997年）
- 銅紫荊星章（2000年）
- 銀紫荊星章（2016年）
- 金紫荊星章（2023年）

## 社会兼职
- 鄧肇堅何添慈善基金
- 懲教署人員子女教育信託基金投資顧問委員會主席
- 香港特別行政區護照（上訴委員會）
- 香港會計師公會紀律小組
- 香港海關人員子女教育信託基金委員會
- 中華青少年歷史文化教育基金執行委員會顧問
- 光明行動護眼基金
- 香港賽馬會董事（2018年上任，2022年卸任）